# Hockey Roller Club Monza 2015-2016
Questa voce raccoglie le informazioni riguardanti l'Hockey Roller Club Monza nelle competizioni ufficiali della stagione 2015-2016.

## Maglie e sponsor
Lo sponsor ufficiale per la stagione 2015-2016 è Centemero Officina Meccanica.
| 1ª divisa | 2ª divisa |

## Organigramma societario
- Presidente: Andrea Brambilla
- Vicepresidente: Franco Girardelli
- Consiglieri: Graciela Angarita, Edoardo Enrini
- Direttore sportivo: Franco Girardelli
- Segreteria: Andrea Nobili
- Addetto stampa: Federico Faicchia

## Organico

### Giocatori
| N° | Naz.                 | Ruolo | Sportivo            |  |  |  |
| -- | -------------------- | ----- | ------------------- |  |  |  |
| 3  | Italia (bandiera)    | E     | Matteo Brusa        |  |  |  |
| 5  | Italia (bandiera)    | E     | Andrea Camporese    |  |  |  |
| 7  | Italia (bandiera)    | E     | Mirco Mariani       |  |  |  |
| 8  | Italia (bandiera)    | E     | Marcello Besana     |  |  |  |
| 9  | Italia (bandiera)    | E     | Luca Perego         |  |  |  |
| 10 | Italia (bandiera)    | P     | Edoardo Vergine     |  |  |  |
| 11 | Argentina (bandiera) | P     | Juan Eduardo Oviedo |  |  |  |
| 15 | Italia (bandiera)    | E     | Nicola Retis        |  |  |  |
| 20 | Italia (bandiera)    | P     | Giuseppe Piscitelli |  |  |  |
| 27 | Argentina (bandiera) | E     | Lucas Martínez      |  |  |  |
| 33 | Italia (bandiera)    | E     | Michele Panizza     |  |  |  |
| 58 | Argentina (bandiera) | E     | Francisco Roca      |  |  |  |
| 77 | Italia (bandiera)    | E     | Francesco Compagno  |  |  |  |
| 85 | Italia (bandiera)    | E     | Matteo Galimberti   |  |  |  |

### Staff
- Allenatore:  Tommaso Colamaria
- Meccanico:  Massimigliano Ogliari